# حمام تاروت
حمام تاروت أو حمام عين تاروت أو حمام المسجد أو حمام السوق أو حمام الباشا هو حمام كبريتي يتفرع من عين العودة. بُني في العهد البرتغالي واستخدمه باشوات عثمانيون بعد ترميمه. كان الحمام يمتد على السوق التجاري ولكن تم ردمه عام 1991م، وتحويله إلى حمامات حديثة للسباحة. كان يحتوي على أسماك صغيرة فيه قيل أنها تساعد على شفاء الندوب والقروح في أجسام البحارة الذين يأتون إليه لهذا الغرض، حتى أطلقوا على الأسماك الصغيرة اسم أطباء تحت الماء، بحسب اعتقادات السكان المحليين. تصل المياه حمام عين تاروت من عين العودة مباشرة حيث أنه بجوار قلعة تاروت وعين العودة.

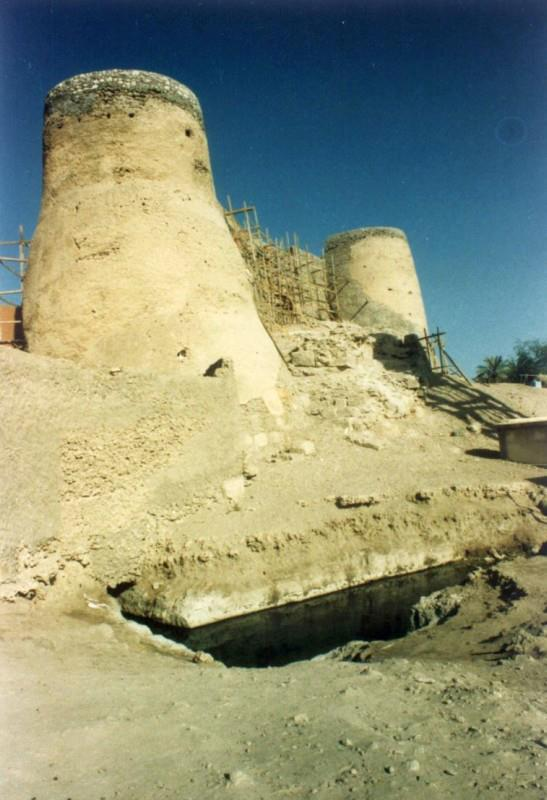
القلعة تحت الترميم عام 1404ه، (1984م)، ويظهر امتداد الماء من عين العودة الذي يمر بحمام تاروت.

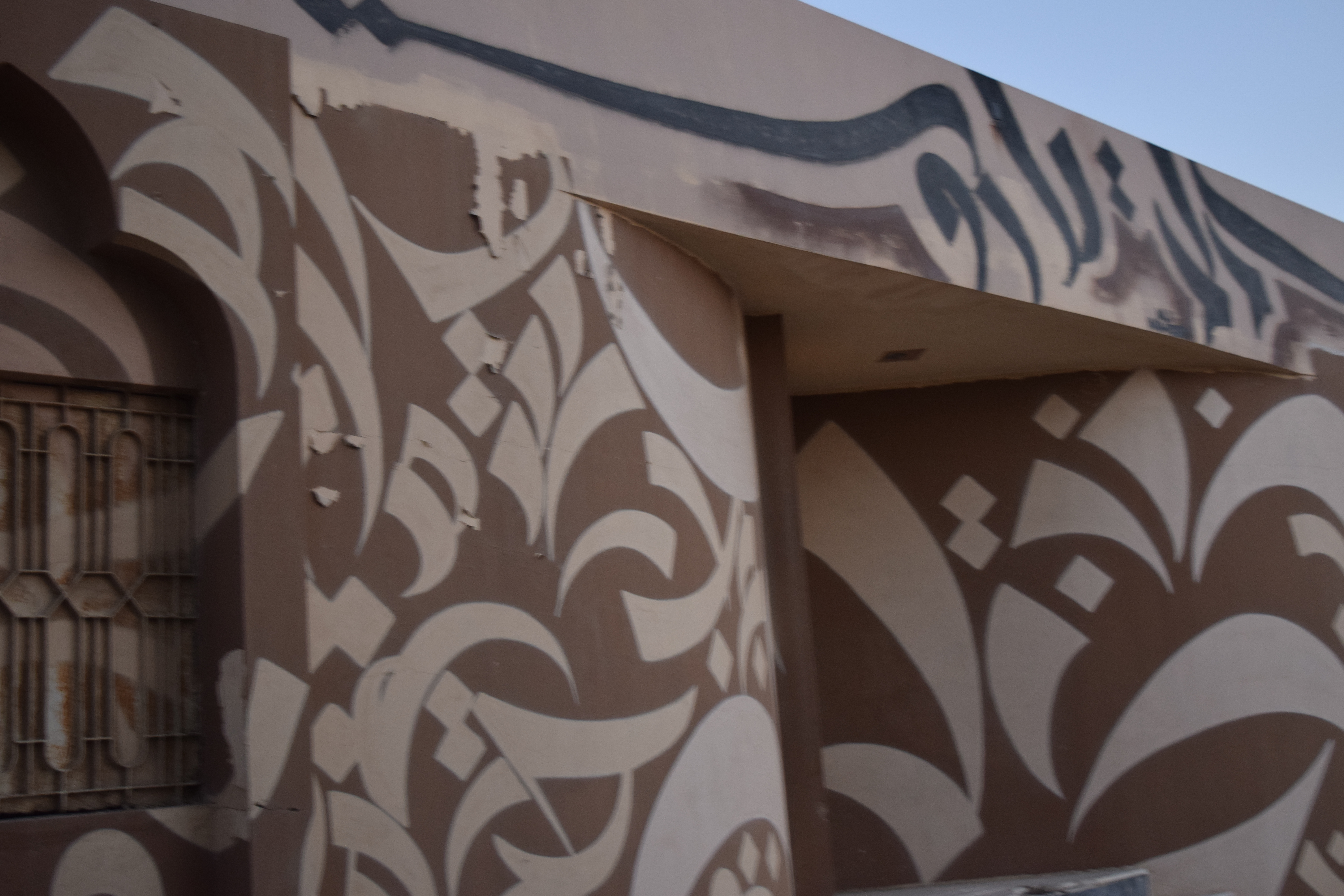
منظر خارجي لحمام عين تاروت المغلق حتى الآن.

## التاريخ
يعود تاريخ الحمام إلى حدود سنة 1076م خلال فترة حكم العيونيين وتأسيس قلعة تاروت. كان الجزء الجنوبي مخصصاً لاستحمام للأهالي، ومجرى الحمام يتصل بالنبع الأصلي لعين العودة، من خلال نفق يمتد تحت الأرض ويتصل بحمام باشا وهو جزء من العين العودة، ثم يتصل بالعين من خلال فجوة بحوض الأرملي متفرعاً من الحمام إلى عدد من مجاري الساقية التي تتوزع وتروي الغابات والبساتين الشاسعة، وتتدفق المياه وتجري في اتجاه الجنوب والشرق، ويتفرع حمام تاروت الذي كان يخترق السوق التجاري من حمام باشا.

## البناء

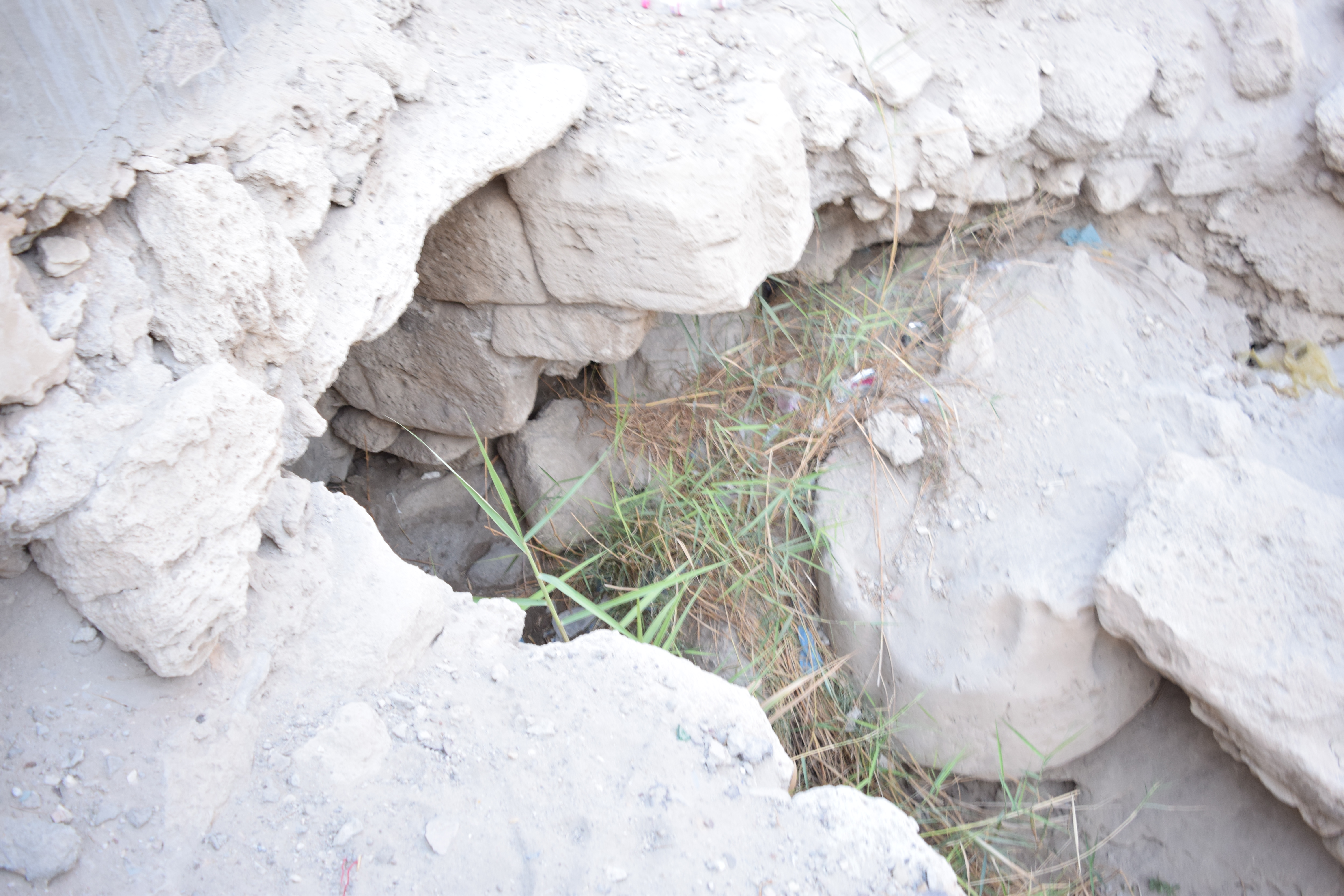
التفرع المائي من عين القلعة إلى حمام الباشا والذي يؤدي إلى حمام عين تاروت.

كان الحمام مبنياً بالحجارة العملاقة والصخور الكبيرة المنحوتة بعرض ثلاثة أمتار وطول 25 متراً تقريباً التي بذل فيها أجداد المنطقة جهداً كبيراً، وكان يبلغ طول حمام باشا 75 متراً، تقابله دكاكين قديمة وبسطات شعبية تُباع فيها أقمشة ومواد غذائية وفواكه وغيرها.

## الترميمات والتحسينات
يذكر العثمانيون أن قلعة تاروت رممت بأمر الوالي أحمد مدحت باشا عام 1872م، كما أعيد حفر عين الحمام في الوقت نفسه الذي أسس فيه العثمانيون مبنى جمارك رأس تنورة، ولكن القلعة لم تصمد طويلاً فانهار برجها الشمالي الغربي خلال الفترة من (1872-1888م)، وردمت عين الحمام لذا نجد القائد العثماني نافذ باشا يذكر في تقرير الذي أعده بعد زيارته التفقدية للقطيف عام 1888م التالي:
عند إنشاء متصرفية نجد تم إنشاء عين ماء بجوار القلعة من أجل سقي الحدائق الموجودة في قرية تاروت التابعة للقطيف، إلا أنها تهدمت على العين، وأصبحت غير صالحه للاستعمال، وأهملها الأهالي فتأخرت زراعتهم، وقد طلب الباشا من أصحاب الأملاك أن يجمعوا مساعدات من أجل إصلاح هذه القلعة، وإعادة العين إلى خدمتها السابقة (انتهى).

## الجيولوجيا والموارد المائية
كانت تُغذي مياه الحمام سابقاً عين العودة، وعين العودة أو العين العودة أو عين الحمام أو عين الحلقوم أو عين تاروت أو عين القلعة هي عين كبريتية يعود تاريخها إلى ما قبل 4 آلاف عام تقع في قلب جزيرة تاروت. كانت العين تسقي جزيرة تاروت بأكملها. وكانت تحتوي على مياه معدنية يقصدها المرضى للاستشفاء حسب مزاعمهم. وكان يخرج من العين ماء حار وبخار شتاءً وماء بارد فاتر صيفاً، وهي تعد من العيون الطبيعية الجوفية الكبيرة والعميقة. أما حالياً فقد نضبت العين ولا يوجد بها ماء رغم محاولات لإعادة إحيائها.

## الارتباطات الثقافية
من الأغاني والأشعار التي قيلت عنهه:

تغنى به الفنان الراحل عيسى الأحسائي في مواله الشهير حمام تاروت من تأليف الشاعر عيسى بن محسن التاروتي، وردده الموال الفنان عبدالحسين عبدالرضا في مسلسله الشهير الأقدار كما يردده معظم قدماء البحارة في جزيرة تاروت وفي غيرها من المدن والجزر.
وهنا نص آخر يذكر فيه حمام تاروت من تأليف الشاعر عيسى بن محسن التاروتي وهو شاعر مشهور في الخليج العربي توفي عام 1930م وكان من سكان حي الديرة بتاروت
أهزوجة شعبية ترددها الأم لطفلها ويلاحظ فيها كثرة الأماني وهي نموذج لما تتمناه الأم في ذلك الحين لم يُتوصل إلى قائل النص ولعله من أهازيج النساء:
إلك حمام تاروت تسبح كل صبيحة
وإلك حضرة على السيف تصيد الكنعدية
وإلك لفات لحبال يلف لك مرجحية
وإلك صايغ على الباب يصوغ لك تركية
وإلك من ورث جدك اخلاصة القوية
والملاحظ على النصوص أن التحريف قد أخذ فيها مأخذاًَ وخاصة النص الأخير فأخذ كل يردده حسب ما يراه مناسباً، وبما أن معظم الناس وخاصة آخر جيل الغوص كان معظمهم من الأميين الذين لا يكترثون للوزن الشعري حتى أن بعضهم يستبدل المفردات العربية بمفردات شعبية، وبالرغم من أن هذا حدث في كثير من النصوص الأدبية إلا أنه حافظ عليها من الضياع، خاصة وأن الخليج العربي لم تدخل فيه مطابع إلا حدود عام 1341ه ولذلك فإن معظم الكتب قد ضاعت وأن نصوصاً أدبية كثيرة هي الأخرى قد طواها النسيان.

## الاعتقادات والخرافات المحلية
كان الاستحمام في حمام تاروت قديماً بمياهه الكبريتية مثار فخر ومباهاة البحارة الذين كانوا يرتادون جزيرة تاروت، بعد أن تقيحت أجسادهم، أو تشققت بسبب ملوحة البحر، وعدم توافر المياه العذبة بشكل كافٍ في سفينة الغوص، وكان حمام تاروت هو استراحة واستجمام لأولئك البحارة، حيث يلتقون بالغواصين من أبناء الخليج. كما حمام تاروت لا ينقطع من بحارة الخليج، الذين كانوا يتطيبون بمياه ينبوع تاروت لأنها كبريتية إضافةٍ إلى أهالي القطيف ودارين والزور وسنابس الذين يأتون للاستحمام، إلى جانب وجود نوع من الأسماك التي تدعى عفطي أو طباشة، وهي أشبه ما تكون بأطباء تحت الماء، حيث تنظف الأجسام من الفطريات، وهذا الاعتقاد كان سائداً عند البحارة.

### الدعيدعة
الدعيدعة هي مخلوق أو جسم خيالي يعتقد أهالي الجزيرة بأنه يوجد في أعماق العين ويسحب الأشخاص إلى داخلها ويخنقهم ويخفي جثثهم، وكانوا أيضاً يعتقدون بأنه يوجد ذهب في أعماق العين لذا كان الأولاد يتنافسون في الغوص لأطول مدة ممكنة. الكثير من يقول أنها خرافة وخيال ولكن يؤكد البعض أنه ليس تخيلا؛ فبعضهم من يرى أنه طائر الأبيض وهو يطير داخل الماء، والبعض الآخر يرى بأن الدعيدعة هي فأر خانق، ومنهم من يقول بأنه شبح أو عفريت يمسك الشخص من رقبته ويغرقه، ومنهم من يقول بأنه جسم شبيه بجسم البشر مستلق على ظهره في أعماق العين.
مثل هذه الأفكار كان آباء المنطقة يحاولون أن يجعلوها راسخة عند أبنائهم من أجل الحفاظ عليهم من الوقوع في المخاطر حينما يذهبون إلى العين ويسبحون من غير اصطحاب الكبار وهذا لا يرجع إلى عدم معرفتهم بالسباحة فقط إنما لقوة دفع الماء. فيخافون عليهم من الغرق ويعتقد بأن هذه الفكرة كانت موجودة على جميع الأصعدة فعلى سبيل المثال الكثير من أهل البلد يخافون على أبنائهم أن يخرجوا في الليل لوجود المخاطر لذلك الكل يقول لأطفاله لا تخرج في الليل حتى لا تأخذك أم الخضر والليف، والكثير من الأمور التي تتخذ للمحافظة على الأبناء.

### قصة دعيدعة العين
يتداول بين سكان جزيرة تاروت قصة دعيدعة العين، وتحكي القصة خروج فتاة في عمر الثانية عشر مع أخيها الذي يصغرها سنّا لم يكن بيتهم بعيداً جداً عن القلعة، كان يفصل بين بيتهم والقلعة شارع وسوق تاروت. وصلت الفتاة لعين العودة مع أخيها، وضعت أغراضها ولوازمها في مكان نظيف، ومسكت بيد أخيها خوفاً عليه من أن يهوي في الماء فقد كان لا يعرف السباحة، والماء كان عميق، نزلا عبر الدرجة حتى وصلا المكان المخصص للجلوس والاستحمام وتسمى الدكة.
لم يطل مكوثهما، حتى تعالت صيحات النساء: إلحقونا يا أجاويد فاستجاب لهم أهالي المنطقة القريبة.
وخرجت إحداهن للسوق طالبةً المساعدة والنجدة، حتى هبّ للنجدة سيد طه ودخل العين بعد أن تنحنح واستأذن الدخول، رمى بنفسه في أعماق العين، وبحث هنا وهناك حتى خرج متأسفاً لأن لم يسعفه القدر. وحمل البنت إلى أهلها الذين فجعوا بمفارقتها للحياة وقد نجا أخوها.

## معرض صور

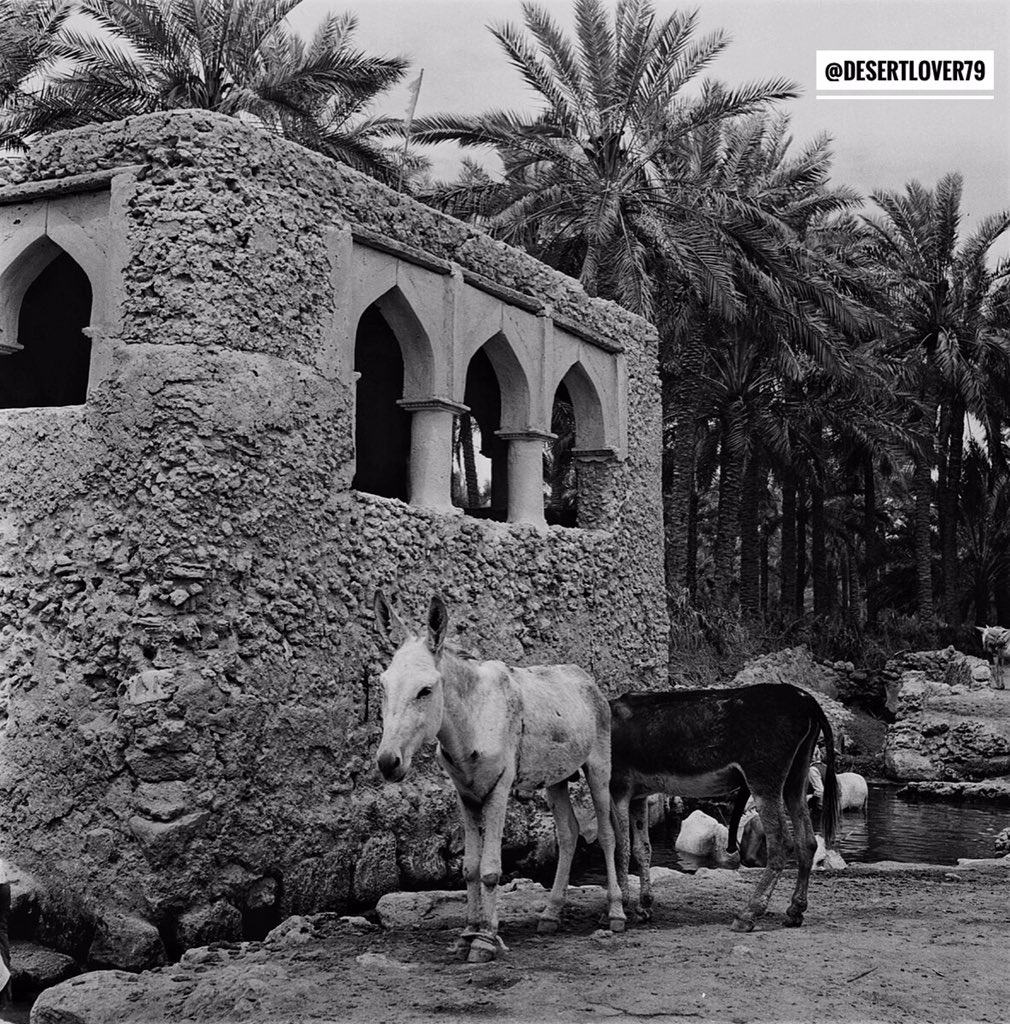
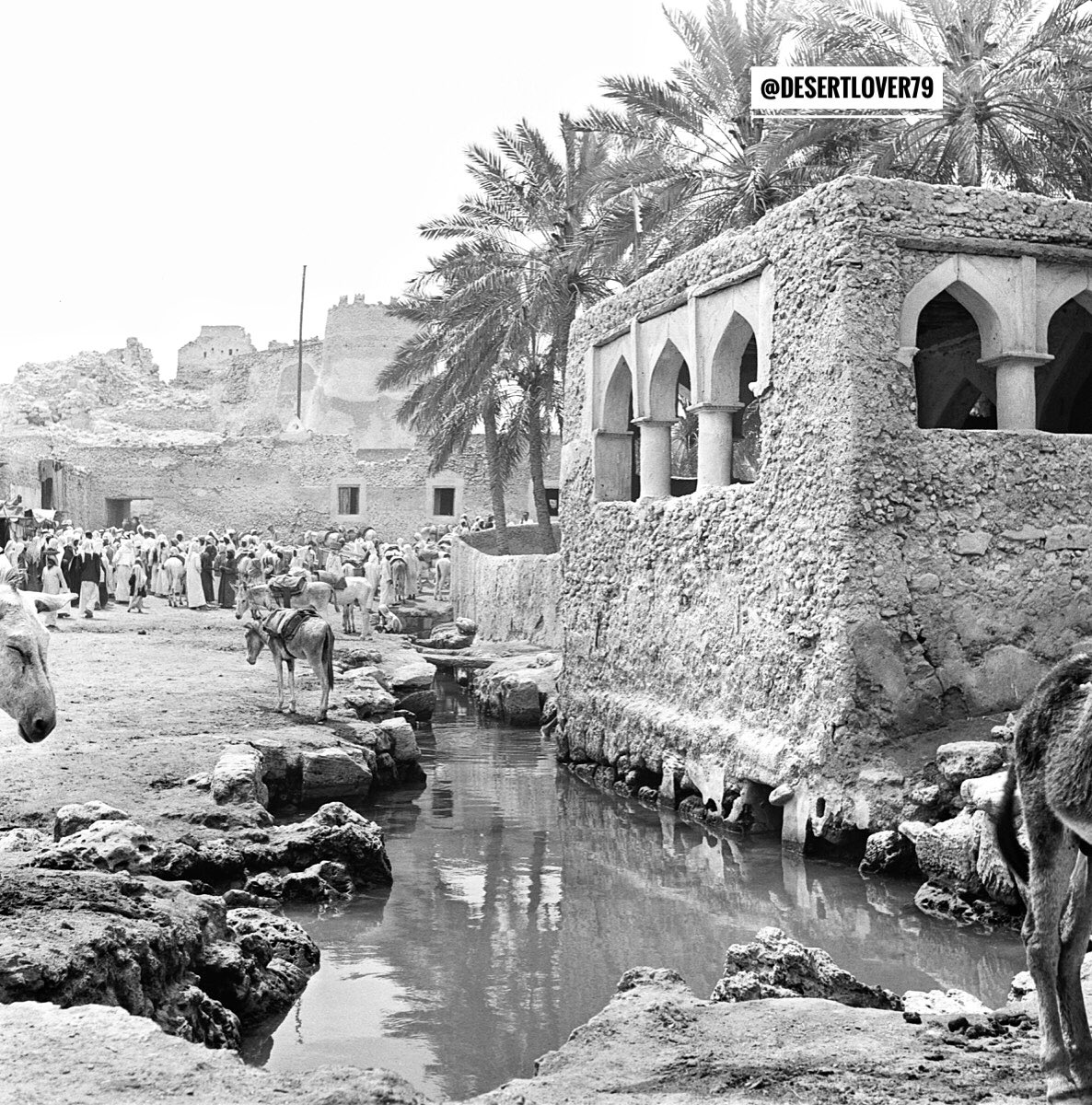
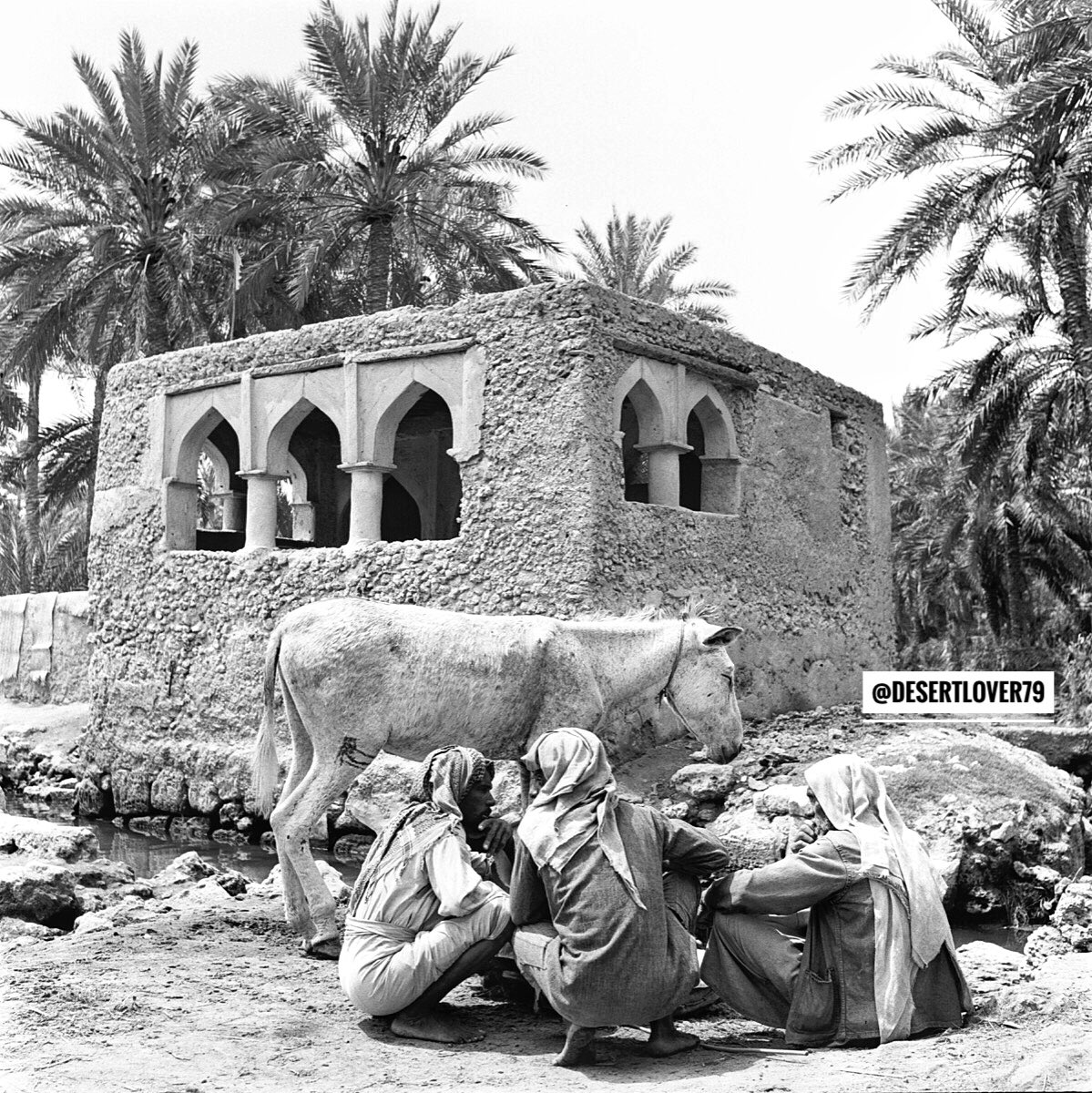
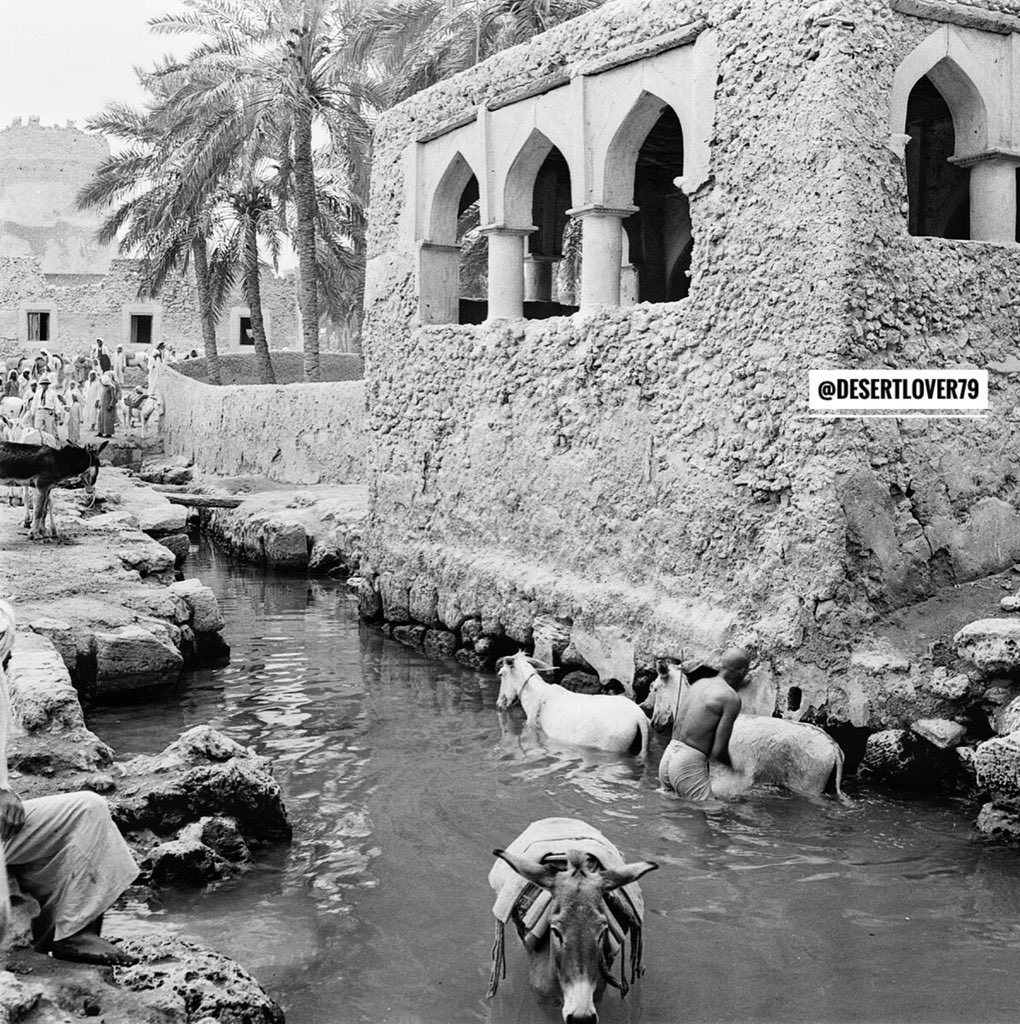
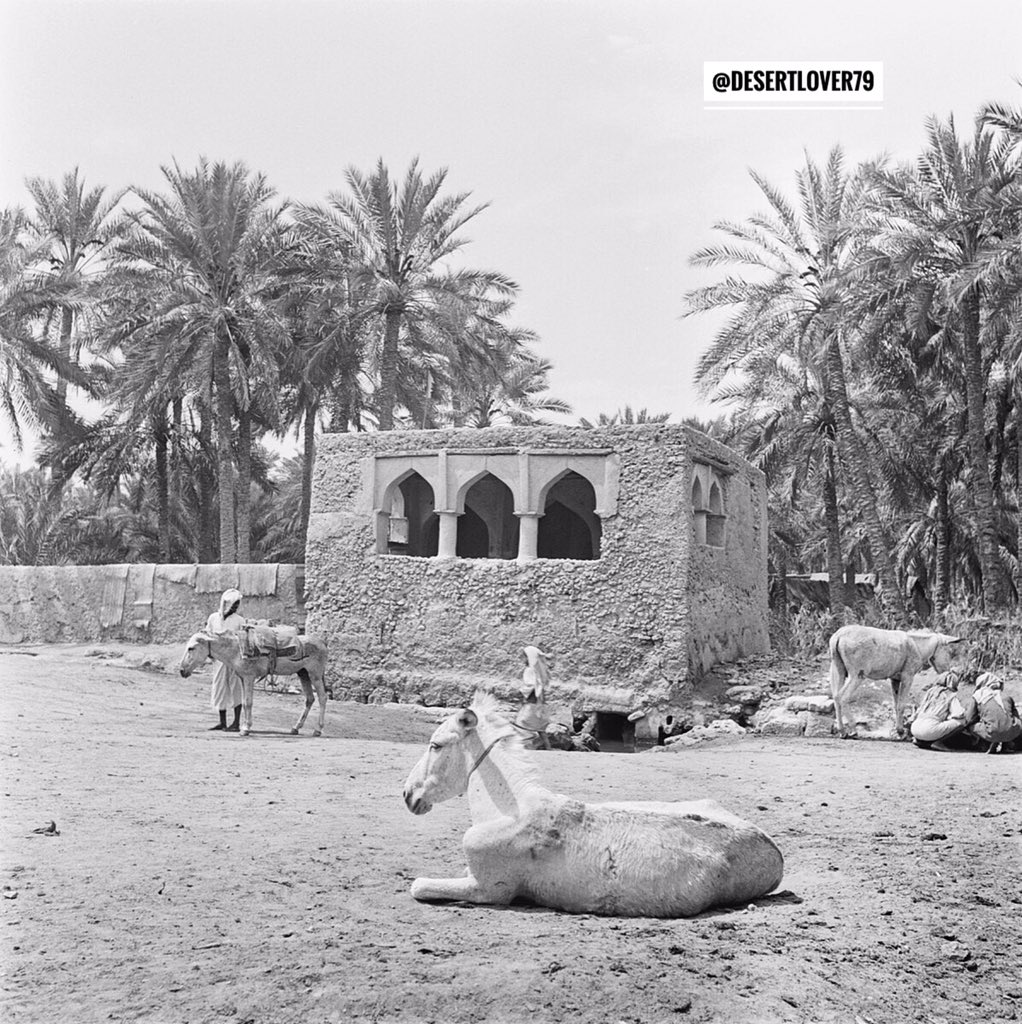

## وصلات خارجية
عين العودة سنة 1980م.